# Hrabstwo Maries
Hrabstwo Maries (ang. Maries County) – hrabstwo w stanie Missouri w Stanach Zjednoczonych. Obszar całkowity hrabstwa obejmuje powierzchnię 529,97 mil2 (1 373 km²). Według danych z 2010 r. hrabstwo miało 9 176 mieszkańców. Hrabstwo powstało w 1855 roku, a swą nazwę wywodzi od rzek Maries oraz Little Maries River, których nazwy pochodzą od francuskiego słowa marais.

## Sąsiednie hrabstwa
- Hrabstwo Osage (północ)
- Hrabstwo Gasconade (północny wschód)
- Hrabstwo Phelps (południowy wschód)
- Hrabstwo Pulaski (południowy zachód)
- Hrabstwo Miller (zachód)

## Miasta
- Belle
- Vienna